# أتامش
أبو موسى أتامش التركي قائد عسكري في العصر العباسي الثاني وترجع أصوله إلى الحرس التركي الذي تم إستجلابه من أواسط آسيا في عهد المعتصم و الواثق ، إستوزره أحمد المستعين بالله و جعله صاحب السلطان فاستأثر لنفسه في قيادة الدولة بمعزلٍ عن الخليفة و قادته الأتراك الآخرين مما جعله يدخل في نزاعات طويلة بين القائدين التركيين وصيف و بغا.

## مقتله
كـان المستعيـن لمـا ولـي أطلـق يـد أمـه وأتامش وشاهك الخادم في الأموال وما فضل عنهم فلنفقات العبـاس بـن المستعيـن وكـان في حجر أتامش فبعث ذلك عليه بغا ووصيف وضاق حال الأتراك والفراغنـة ودسهـم عليهـم بغـا ووصيـف فخرج منهم أهل الكرخ والدور وقصدوه في الجوسق مع المستعين وأراد الهرب فلم يطق واستجار بالمستعين فلم يجره وحاصروه يومين. ثم افتتحوا عليـه الجوسـق وقتلـوه وقتلـوا كاتبـه شجاع بن القاسم ونهبت أموالهم.